# Wannes Cappelle
Wannes Cappelle (Wevelgem, 9 augustus 1979) is een Vlaams zanger, muzikant en acteur. Hij is het brein – frontman, zanger en songwriter – achter de band Het Zesde Metaal.

## Leven
Cappelle studeerde na het secundair in het Sint-Aloysiuscollege van Menen eerst godsdienstwetenschappen in Leuven om vervolgens de kleinkunstopleiding aan het Herman Teirlinck Instituut (Studio Herman Teirlinck) te volgen. 

## Carrière
Met Het Zesde Metaal brengt hij eigenwijze West-Vlaamse nummers en won hij in 2005 de prijs Jong Muziekwerk bij Theater Aan Zee. 
Van 2009 tot 2012 was Cappelle ook buiten zijn eigen band muzikaal actief bij de Nederlandse band Roosbeef, waar hij de gitaar, piano en backing vocals verzorgde. In 2011 bracht hij met Roosbeef het album Omdat ik dat wil uit. In februari 2012 volgde Ploegsteert, het tweede album van Het Zesde Metaal. Opvolger Nie voe kinders verscheen in november 2014.
Daarnaast werkt Cappelle vooral in het theater. Hij schreef en speelde samen met Wouter Deprez en Frans Grapperhaus de voorstelling Maanziek en acteerde in Slaapkoppen en Het is ingewikkeld van Sarah Moens. Samen met Kristien Hemmerechts maakte en speelde hij de voorstelling Te Gek Intiem over manische depressie. Met zijn vrouw, de IJslandse Alda Berglind Egilsdottir maakte hij de theatermonoloog YOU NOT SHOOT # WE NOT SHOOT, over de kerstbestanden in de Eerste Wereldoorlog, en met Riet Muylaert van JackoBond bracht hij de kindervoorstelling Ik verzamel u. Voor HETPALEIS maakte en speelde hij de dansvoorstelling Danske, samen met Birgit Kersbergen, Riet Muylaert, Marc De Pablo en Manou Kersting, en de muziektheatervoorstelling Gelukkige Verjaardag. Bij jeugdtheater Bronks acteerde hij als Broos in Grote hoofden, kleine hartjes van Reineke Van Hooreweghe, aan de zijde van Isabelle Van Hecke. Hij maakte ook de muziek bij deze voorstelling.
In 2015 speelt Wannes Cappelle "Wantje" in de succesvolle serie Bevergem op Canvas waarvoor hij ook scenario cowriter is.
Wannes Cappelle kreeg in 2015 ook een rol als ridder Joris in de 8-delige Ketnet-reeks De zoon van Artan. 
Samen met Tom McRae schreef hij de titelsong van deze reeks De langste nacht. 
In 2020 bracht Wannes samen met pianist Nicolas Callot het album Kom, benevelt mie !, liederen van Franz Schubert gezongen in het West-Vlaams.